# Рей Манзарек
Рей Манзарек (на английски: Raymond Daniel Manzarek, Jr., истинската фамилия на полски Manczarek, Манчарек) е американски певец, продуцент и филмов режисьор от полски произход. Той е автор на песни, съосновател на групата Дорс (1965 до 1973 г.) и на неговото продължение през 21 век – Riders on the Storm (2001 – 2013). Прославя се със соловите си партии в „Light My Fire“ (1967) и „Riders on the Storm“ (1971). На първите записи на групата той е и вокалист. След смъртта на Джим Морисън през 1971 г. става лидер на групата, но издадените албуми никога не достигат предишната слава. От 1972 г. се отдава на солова кариера.
Умира на 20 май 2013 г. от рак в клиника в Розенхайм, Германия. Кремиран.